# Christolea
Christolea là chi thực vật có hoa trong họ Cải.